# Zoran Žmirić
Zoran Žmirić (Rijeka, 10. ožujka 1969.), hrvatski kolumnist, glazbenik i književnik, član Hrvatskog društva pisaca. 

## Životopis
Rodio se, školovao, živi i radi u Rijeci. 
Kao novinar piše i objavljuje za Monitor.hr (1996. – 1998.), PCPlay (1997. – 1999.), Corner.hr (1998. – 1999.), Info Express (1999. – 2000.), Hacker (1999. – 2002.), Globalnet.hr / Gamenet.hr (1999. – 2001.), Republika (2001.), Gamer.hr (2000. – 2008.), Popcorn.hr (2003. – 2009.), Novi list (2003. -), VipOnline (2005. – 2007.), RiRock.com (od 2005.), MojaRijeka.hr (2010. – 2017.). Bio je urednik na portalima Popcorn.hr (2003. – 2009.), Vip Fun&Games (2004. – 2006.), Gamer.hr (2001. – 2009.) i MojaRijeka.hr (2010.)
Pokretač i urednik prvog hrvatskog portala za računalne igre Gamer.hr i prvog hrvatskog filmskog portala Popcorn.hr. 

Kao pisac autor je deset knjiga; Kazalište sjena (Adamić, 2002.), Vrijeme koje nam je pojeo Pac-Man (Meandar, 2005.), Blockbuster (VBZ, 2009.), Riječke rock himne (2011.), Snoputnik (HDP, 2014.), Zapisano metkom (Studio TiM, 2015.) i Putovanje desnom hemisferom (Hena com, 2017.), Pacijent iz sobe 19 (HenaCom, 2018.)., Kaleidoskop (Hena Com 2019.), Hotel Wartburg (Fraktura 2022.). 
Kao basist član je sastava Laufer od 1987. do 1989., u periodu kad nastaje veliki hit grupe „Budi moja voda“.  Od 1998. do 2000. član je grupe Grad s kojom snima i objavljuje album Planet majmuna 1999. S grupom radi i na materijalu za idući album Nebo, no prije izlaska albuma napušta sastav. Od 2008. do 2011. član je kultne grupe Grč gdje se na pojedinim pjesmama potpisuje kao autor tekstova i glazbe.
Iz hobija se bavi fotografijom, autor je naslovnica albuma Grad: Live in Palach (Dallas Records, 2006.), Vava: Soundtrack (Dallas Records, 2008.), Fit: Live in Stereo (Dallas Records, 2008.), Grad: Ne (Dallas Records, 2010.) i knjiga Antonio Županović - Kušnje (KUD Baklje INA Rijeka 2006.) i Velid Đekić - 91. decibel (VBZ, 2009.).

#### Kazalište sjena
Kazalište sjena (Adamić 2002.) zbirka je pripovjedaka koja na gorko sladak način problematizira odnose mladih ljudi u raskoraku između tehnološkog napretka i emocije. 
Iz recenzije Velida Đekića: 
Žmirić će svojom pripovjednom prozom pomoći ovisnicima o virtualnim prostorima kako ne bi zaboravili da postoji i nešto što se zove književna tiskana riječ. Ujedno će razuvjeriti one koji misle da su svi zarobljenici neduhovite osobnosti, te im pokazati da u svijetu koji se pokreće digitalnom oprekom nule i jedinice postoji nešto što se zove emocija, humor, strast.

#### Vrijeme koje nam je pojeo Pac-Man
Vrijeme koje nam je pojeo Pac-Man (Meandar 2005.) zbirka je kolumni obojenih oštrom kritikom društva gledanog kroz prizmu dijaloga dvojice prijatelja; jednog (Gand) ovisnika o računalnim igrama, i drugog (Cope) koji negira tehnološki progres.
Iz recenzije Darka Macana:

Gand ne piše da bi bio duhovit. On jest duhovit, pa i kad piše. Gand ne piše da bi nas zabavio ili nam se umilio ili si pribavio neke poene. On piše jer bi puknuo kad ne bi pisao, kad ne bi lanuo o svemu što ga tišti, muči i žiga. (...) Zoran Žmirić-Gand, pionir je kvalitetnog razmišljanja o suživotu s kompjutorom u Hrvata, vaš Horacije digitalnog pakla, autor ove knjige koja je u svome srcu tužna kao najbolji vic. I smiješna kao život.

#### Blockbuster
Blockbuster (VBZ 2009.) antiratni je roman s nedefiniranim vremenom i mjestom radnje. Nositelji priče su pripadnici manje postrojbe izviđača s jedne od zaraćenih strana koji vrijeme između dvije akcije prikraćuju razgovorima o omiljenim filmovima.
Blockbuster je knjiga godine (2009./2010.) po izboru Hrvatskog književnog društva i po mnogim recenzentima najbolje antiratno prozno djelo napisano na Balkanu. Preveden je na engleski, talijanski, poljski, ukrajinski jezik.
Iz recenzije Davora Šišovića:

Blockbuster je jedan od najdojmljivijih, najpotresnijih, najkrvavijih, najsimboličnijih i najantiratnijih ratnih romana koje sam u životu pročitao. 
Iz recenzije Ivane Perić:

Blockbuster je nešto najbolnije što je hrvatsko muško moglo napisati.
Iz recenzije Matka Vladanovića:

Žmirićev je rat prije svega brutalan, otuđujući i iskren – s jedne strane obilježen apsurdom Oklopnog bataljuna Josefa Škvoreckog, a s druge utemeljen rečenicom iz Vrdoljakovog filma U gori raste zelen bor: "S neprijateljem ne treba razgovarati jer se uspostavi da ti je ...rod." Ovako omeđen diskurs stavlja ga rame uz rame s najboljim djelima ratne tematike s domaćih prostora u zadnjih dvadeset godina.
Iz recenzije Ervina Jahića:

Autorova ovjera rata okrutno je točna u svojoj priči, žestoka u tempu, a ideološki posve politički nekorektna. Žmirićevi junaci nose brutalnost i žestinu u kostima, nisu zadani nego ih oblikuju okolnosti i prokazuju sve pa i posve nevine ideje o ratovima koje ljudi vode u ime obrane domovine. Proza je to gotovo utopijske (antiratne) agitacije i iznimnog pripovjednog energizma.
Iz recenzije Strahimira Primorca:

Izvrsno napisan akcijski ratni roman Blockbuster riječanina Zorana Žmirića svojom je brutalnošću prije svega snažan antiratni signal.

#### Riječke rock himne
Riječke rock himne (KUD Baklje, 2011.) knjiga je o nastanku najboljih pjesama riječkog rocka od 1979. do 2009. godine. Kroz nekoliko stotina intervjua, autor u knjizi rekonstruira nastanak 60 pjesama nastalih tijekom 30 godina aktivnosti kultne riječke glazbene scene istovremeno donoseći biografije njezinih najznačajnijih kreativaca kao i priče o porijeklu imena riječkih sastava. Na 464 stranice bogato ilustriranih sa 180 fotografija, knjiga uvodi čitatelja u tajne glazbenih radionica otkrivajući porijeklo nastanka ključnih skladbi koje su obilježile daleku i bližu povijest riječke scene. Knjiga nas vodi od 1979. do 2009. godine kroz sve derivate rocka ne zaobilazeći pritom niti punk, hard core, noise, industrial, heavy metal, pop, hip hop, jazz ili kantautorske akustičare.
Iz recenzije Bojana Mušćeta:

"Da bi neka pjesma bila himna, kaže definicija, mora biti općeprihvaćena u narodu. Što je, pak, potrebno da neka pjesma bude rock himna? Zoran Žmirić u ovoj knjizi svakom rečenicom dokazuje da nije posrijedi pojednostavljen spoj rock izričaja i masovne percepcije, nego kompleksni sustav parametara prema kojima se neka pjesma izdvaja. Pritom termin rock služi kao kulturološka odrednica i odnosi se na stil i stav uvriježen u Rijeci, više nego u drugim urbanim središtima. Glavna odlika te scene bila je i ostala kohezivnost izvođača, bez obzira na glazbeni izričaj, a ova knjiga, kroz priče o nastanku pjesama i izvođačima koji su obilježili scenu, upravo tome zajedništvu daje neskrivenu počast."
Iz recenzije Bojane Perhat: 

"Riječ je o knjizi koja će i narednih godina sigurno biti nezaobilazno štivo, lektira i vodič za sve one koji vole glazbu i koji žele nešto više saznati o riječkoj sceni i njezinim akterima u razdoblju od 1979. do 2009. godine."
Iz recenzije Ivana Antunovića:

"Ova je knjiga koncipirana u maniri „audio-kazete“ koja bi trebala postati neizostavan dio glazbene lektire u školama. Riječke rock himne predstavljaju prvu konkretniju studiju scene koja je do danas formirala i informirala brojne naraštaje."

#### Snoputnik
Snoputnik (HDP, 2014.) putopisni roman koji put kroz prostor poistovjećuje s idejom o cikličnosti vremena. Mladić na umoru odlučuje se na posljednju avanturu u životu, kupuje avionsku kartu i odlazi u Indiju kako bi pronašao bivšu djevojku. Tu počinje pustolovina u kojoj susreće zanimljive ljude, sluša o njihovim sudbinama, uči o indijskoj kulturi i mitologiji, istovremeno primjenjujući novo stečena znanja na situaciju u kojoj se nalazi. Roman koji podastire pitanja vezana uz dosege racionalnog, nadnaravnog, religijskog miješajući ih s idejama duhovne, snovite, ezoterijske komponente potrage za transcendentnim. Proza je to u kojoj terrae magicae Istra i Indija bivaju mnogo bližim i sličnijim nego što bi se to dalo pomisliti, gradovi Savičenta i Buenos Aires također, što barem dijelom priziva u misli Borgesu tako dragu ideju dvojnika, u ovom slučaju zemljopisnih.
Iz recenzije Vesne Krmpotić: 

Snoputnik se ne ustručava reći neke stvari, stvari koje se inače govore šaptom, ako se uopće i govore.
Iz recenzije Matka Vladanovića:

Jedinstven roman u suvremenoj hrvatskoj književnosti.

#### Zapisano metkom
Zapisano metkom (Studio TiM, 2015.) zbirka je antiratne poezije.
U pjesmama kroz motiv rata, autor naglašava pokušaj pojedinca da se otrgne destrukciji, ali isto tako iznosi odnos ljudi prema pojedincu te se protivi tome da se na konflikt odgovori konfliktom. "Pjesme koje diraju u srce i mozak", "dirljive i snažne pjesme" samo su neki od izraza kojima čitatelji opisuju „Zapisano metkom“. Ova će zbirka istovremeno pogoditi, ali i nasmijati čitatelja prokazavši apsurdnosti bojišta.
Iz recenzije Milana Zagorca: 
Zapisano metkom predstavlja poetski derivat Blockbustera, općeg mjesta domaće (anti)ratne proze, svojevrsni sukus, onaj najjači alkemijski sublimat najboljeg, meritum stvari, svega onoga što rat jest, a što se ne vidi, ne osjeća ni ne doživljava. 
Iz recenzije Nikice Petkovića:
Zapisano metkom je snažan, uvjerljiv i jasan dokaz da moramo konačno odustati od velikih priča povijesti i shvatiti da svaka promjena počinje od pojedinca.

#### Putovanje desnom hemisferom
Roman Putovanje desnom hemisferom svojevrsna je posveta Cortu Malteseu, mornaru-pustolovu kojeg je stvorio talijanski crtač stripova Hugo Pratt, a čiji se životopis prepričava kao da je bio stvarna osoba. Po uzoru na Maltesea koji je, kad je u djetinjstvu shvatio da ima prekratku liniju života na dlanu, sam urezao dulju kako bi pokazao da sam bira svoju sudbinu, i glavni junak Žmirićevog romana bira za sebe život kakav mu nije namijenjen. On sanja otvorenih očiju putujući u daleke egzotične zemlje i pronalazeći na svakom od tih putovanja neki od odgovora na vječna egzistencijalistička i filozofska pitanja.
Družeći se s osobenjacima, mudracima i umrlima koji i dalje žive i putujući od svjetionika na Cabo de Roci, preko sibirske pustoši do špilje na otoku Henderson, Žmirićev junak traga za rješenjima životnih jednadžbi proživljavajući situacije koje su katkad autentične povijesne avanture, a katkad nalik na okultne snove. Tako gradi most između vidljivog i nevidljivog svijeta i usvaja mudrost koja mu omogućuje da bolje razumije i sebe sama i svijet koji ga okružuje.
Ovaj je roman začudna proza o hrabrom putovanju hemisferom ljudskih težnji i čežnji, koja čitatelja navodi na pustolovno i beskompromisno promišljanje vlastitih dubina i ograničenja, a zahvaljujući uvjerljivosti Žmirićevog rukopisa, slikovitosti i zaigranoj vještini pripovijedanja, te nježnoj ironiji i duhovitosti kojom propituje univerzalne teme bezvremenskih mudrosti koje ni jedna civilizacija i ni jedno vrijeme nisu izostavili, činit će nam se da smo i sami tamo, u geografskim i metafizičkim pejzažima kroz koje nas vodi njegov junak. 
Iz recenzije Matka Vladanovića:
Knjiga koja se još uvijek uspijeva diviti ljepoti svijeta, dovitljivosti duha i čudesnoj magiji pripovijedanja. 

Iz recenzije Jagne Pogačnik:
Posve neobična knjiga, izvan prepoznatljivih konteksta suvremene proze, knjiga o ljudskoj čežnji da pronađe odgovore na pitanja svih pitanja, ona o smrti i prolaznosti, istini i laži, pa i slobodi koju često povezujemo upravo s putovanjem. No nakon čitanja ove knjige o tome ćemo razmišljati drukčije. 

Iz recenzije Bojane Radović:
Ova po mnogo čemu jedinstvena knjiga nije za jedno čitanje, ona je “udžbenik” koji stalno treba imati pri ruci te ga, naravno, ponijeti sa sobom i na putovanje.

Iz recenzije Marine Vujčić:
Literarni apaurin, sjajna proza iz koje ćete saznati puno o vlastitim dubinama ili ograničenjima.

#### Pacijent iz sobe 19
Vanja Kovačević, pacijent iz sobe 19, monolog pred psihijatrom započinje svojim devetnaestim rođendanom, danom kad je na dar dobio pušku u ruke, a onda progovara o mnogim ključnim točkama svog djetinjstva, odrastanja, ratovanja, očinstva, preživljavanja i ubijanja. U kontrastu između zastrašujućih ispovijedi Vanje vojnika i nježnih sjećanja Vanje iz vremena prije rata cijeli je svemir oduzetih mogućnosti, cijeli vremeplov potencijalnog života koji se više nikad ne može dogoditi. Kraj monologa pred psihijatrom – koji možda baš i nije psihijatar nego jedina moguća adresa Vanjine ispovijedi – opet iznova dokazuje da je Zoran Žmirić majstor neočekivanih završnih romanesknih obrata i istančane psihološke karakterizacije, pogotovo kad su u pitanju ratne priče koje u njegovoj interpretaciji uvijek zadiru duboko u istinu koju nije uvijek lako podnijeti, baveći se nuspojavama kolektivnog i onim neizrecivim što dobra književnost ipak zna nepogrešivo formulirati.

Iz recenzije Denisa Derka: 
Zoran Žmirić, još jedan majstor oštroumnog i beskompromisnog pripovijedanja, u pacifističkom romanu "Pacijent iz sobe 19" drčno se obračunao s hrvatskim ratnim demonima stvarajući slikovitu galeriju krajnje nevjerojatnih, gotovo stripovskih likova.
Iz recenzije Davora Špišića:
Sjajan, društveno bitan roman. Čitati, pamtiti, dugo nositi u sebi.
Iz recenzije Davora Šišovića:
Prije nekoliko godina Žmirić je žestokim antiratnim romanom “Blockbuster” sasvim zasjenio obzore domaće pa i regionalne antiratne proze. Ovim je romanom postigao još jači učinak. Ovaj roman šalje do neba upozoravajuću poruku da svako ratno huškanje treba zatrti u samom začetku jer sjeme koje daje tako divlje i okrutne plodove doista nikome ne treba.
Iz recenzije Bojane Radović:
Iznimno djelo, knjiga koju mora pročitati svako misleće biće s ovih prostora. Prvi veliki antiratni roman koji za temu, mjesto i vrijeme radnje, ima Domovinski rat. 
Iz recenzije Marinka Krmpotića:
Potrebne su nam ovakve knjige - hrabre, jasne i direktne. Uočiti ono što nije dobro prvi je korak na putu oporavka. A Žmirić je to u ovom romanu napravio.
Iz recenzije Anne-Kathrin Godec:
Žmirić je neumoran i angažiran kritičar društva, dobar promatrač i duhovit pisac, jedan od najuvjerljivijih i najvažnijih glasova književnosti ovih prostora. Ne sjećam se kada sam zadnji put pročitala tako potresnu, pametnu i točnu knjigu na tu temu.

#### Kaleidoskop
Pažljivo promatranje svijeta oko sebe rezultiralo je mini štorijama s riječkog asfalta, koje je Zoran Žmirić složio u svoj kaleidoskop nazvavši baš tim imenom i svoju zbirku kratkih pripovijedaka. Žmirićeva kaleidoskopska stakalca kratki su isječci izdvojeni iz suvremene stvarnosti, male kratke epizode s jasnim porukama i zaključcima te s puno elementa lirskog, refleksivnog i duhovitog. Mjesta radnje na kojima svjetlucaju djelići Žmirićeva kaleidoskopa su semafori i pješački prijelazi, parkirališta, stanovi, uredi, knjižare i knjižnice, trgovački centri, čekaonice u ambulantama, parkovi, trgovine, banke… jednom riječju sva ona mjesta koja čine život čovjeka današnjice i na koja dolazimo gotovo pa svakodnevno. Likovi o kojima Žmirić piše smo svi mi jer, kako kaže u jednoj priči: »Gledajući druge, gledam sebe«, a poruke koje nam upućuje pune su empatije i suosjećanja prema čovjeku, razumljive bojazni zbog prolaznosti, potrebe da se pomogne onima kojima je pomoć potrebna.
Iz recenzije Marinka Krmpotića:
Žmirićev »Kaleidoskop« usmjeren je, usprkos svim negativnostima današnjice, ka onoj boljoj, humanijoj i pozitivnoj strani svakog čovjeka pa je i stoga riječ o dragocjenoj i svake pažnje vrijednoj knjizi čije nas čitanje oplemenjuje i obogaćuje, istodobno nas upućujući i na to da i sami pokušamo stvarati svoje kaleidoskope trudeći se uočiti u svijetu oko nas ono dobro i lijepo te, naravno, nastojati tim djelićima ljepote i dobrote darivati i samoga sebe i svoju okolinu.
Iz recenzije Marine Vujčić: 
“Kaleidoskop Zorana Žmirića nije knjiga koja se samo čita. Ona se i promatra, istražuje, osluškuje, te svakim našim čitanjem nanovo ispisuje između redaka – tamo gdje smo se prepoznali, zamislili i osjetili da je prozni kaleidoskop namješten na našu „frekvenciju“, bez obzira jesmo li čuli glas emocija ili „samo“ zdravog razuma.”

Vožnja unatrag
Tekst je dio iz Žmirićevog romana “Pacijent iz sobe 19“, jednostavnog, ali sablasnog zapleta, kojeg je umjetnica Valentina Briški tonirala sumornim tonovima bijele crne i crvene. Njezin noir izbor u potpunosti je opravdan dok istovremeno konciznost i lakoća crteža ne odvlače pažnju čitatelja, već ga fokusiraju na priču…
Iz recenzije Volodymyra Krynytskyog:
"Suradnja Zorana Žmirića, Valentine Briški i izdavačke kuće Knjiga U Centru, dala je izvanredan rezultat – grafičku priču za odrasle koja prikazuje problem od kojeg bi mnogi od nas rado okrenuli glavu.”

#### Hotel Wartburg
U romanu Hotel Wartburg Zoran Žmirić pripovijeda o jednoj naizgled sasvim običnoj obitelji, nesretnoj na svoj način. Kroz tu nesreću, na koju svaka obitelj ima svoje autentično pravo, pisac nas vodi automobilom marke Wartburg.
Wartburg iz naslova romana prostor je naknadnog obračuna s ocem, lajtmotiv koji pokreće sjećanja na ključne situacije odrastanja i sazrijevanja u kojima glavni junak razrješava neraščišćene račune s roditeljem koji je često više bio vlasnik Wartburga nego roditelj. 
Iz recenzije Ivice Ivaniševića:
"„Hotel Wartburg” Zorana Žmirića suočava nas sa spoznajom da se može biti i dobar i loš, i drag i opak u istoj osobi, a frustracije plate drage osobe."
Iz recenzije Denisa Derka:
"„Hotel Wartburg“ roman je čiju duhovitu vedrinu autor ne može zatomiti čak ni u trenucima kada opisuje iznimno tragične dogaðaje obiteljskog nasilja iz života proleterske obitelji koja živi u Rijeci. I to u komunističkim vremenima u kojima su i nevjernici u praksi itekako živjeli proklamirane kršćanske principe."

## Diskografija
- Laufer: The Best of 237 - kompilacija LP (Subotička gitarijada, 1988.)
- Grad: Planet majmuna CD (Dallas Records, 1999.)
- Laufer: Riječki novi val - Antologija CD (Dallas Records, 2008.)
- Grč: Još ima krvi CD (Dallas Records, 2008.)

## Fotografija
Kao fotograf autor je naslovnice albuma i knjiga:
- Grad: Live in Palach (Dallas Records, 2006.)
- Vava: Soundtrack (Dallas Records, 2008.)
- Fit: Live in Stereo (Dallas Records, 2008.)
- Grad: Ne (Dallas Records, 2010.)

- Antonio Županović - Kušnje (KUD Baklje INA Rijeka 2006.)
- Velid Đekić - 91. decibel (VBZ, 2009.)

## Nagrade i priznanja
- Dobitnik je nagrade „Književno pero“ za najbolju knjigu godine 2009./2010. („Blockbuster“) koju dodjeljuje Hrvatsko književno društvo.
- Dobitnik je Godišnje nagrade Grada Rijeke u 2011. za stvaralački rad i posebna dostignuća u području kulture tijekom 2010. godine.[2]
- Pobjednik natječaja za super kratku priču CeKaPe 2013.[3]
- Dobitnik nagrade "Fran Galović" 2019. po glasovima čitatelja za roman Pacijent iz sobe 19 (2019.)
- Dobitnik je Godišnje nagrade Grada Rijeke u 2023. za iznimne umjetničke književne kvalitete koje obogaćuju kulturni život Rijeke i pronose ime grada diljem Europe.[4]

## Zanimljivosti
- Citati iz romana Blockbuster rašireni su i prihvaćeni kao urbani aforizmi. Npr. "Kako se postaje otac domovine? Tako da se narodu jebe majka!"
- U kolumni prvotno objavljenoj 1996. na www.monitor.hr Žmirić internet sarkastično naziva Međumrežje i Svemrežje. Ista je kolumna u formi priče objavljena i u "Kazalištu sjena". 11 godina kasnije, 2007. na natječaju časopisa "Jezik" za najbolju novu hrvatsku riječ u uži izbor ušao je i prijedlog za riječ svemrežje.
- Žmirić je prvi domaći kolumnist koji je svojim čitateljima sugerirao play listu pri čitanju tekstova. S tom je praksom krenuo 1996. na Monitor.hr, a nastavio je u knjigama „Kazalište sjena“ i „Vrijeme koje nam je pojeo Pac-Man“, te u novinskim izdanjima. Širom weba ovo se populariziralo par godina kasnije pojavom bloga.
- Žmirić je prvi gamerski kolumnist u regiji.
- U časopisu Hacker pišući o računalnim igrama Žmirić je prvi upotrijebio termin „zabavni softver“.
- Žmirić je veliki fan strip kulture. Na promocijama svojih knjiga i u druženju s čitateljima, kao preporuku nikad ne nudi knjigu već strip.
- Koncem '90-ih godina u Skopju je postojao klub obožavatelja Zorana Žmirića.
- Virtualni lik iz kolumni Petar Popovski Cope kojeg je Žmirić jedno vrijeme koristio kao alter ego, na webu je prihvaćen kao stvarna osoba kojoj su urednici pojedinih portala nudili novinarske poslove. Petar Popovski Cope je potpisan i kao osoba koja je odabrale sve tekstove u knjizi „Vrijeme koje nam je pojeo Pac-Man“.
- Žmirić je kao autor uključen u hrestomatiju književnih tekstova o Rijeci „Rijeka u priči“ autorice Danijele Bačić-Karković.
- Odlaskom iz grupe Grad, na snimanju albuma „Nebo“ Žmirića mijenja sedam basista.
- Roman Pacijent iz sobe 19 prvi je roman hrvatskog autora koji tematizira Domovinski rat, a koji je objavljen u Srbiji (Književna radionica Rašić, 2019.)

## Vanjske poveznice
- Zoran Žmirić, službena stranica